# 半装軌車
半装軌車（はんそうきしゃ）は、前輪はタイヤ（車輪）、後輪の代わりにトラック（履帯）を持つ車両。履帯で駆動するが、前輪は駆動するものとそうでないものがあり、また、前輪で操向するものと、前輪が無くとも左右の履帯の速度を変えて操向可能なものもある。
ハーフトラック、民間では半無限軌道式自動車とも呼ばれ、これに対し車輪の代わりに履帯を全面的に採用している車両を全装軌車、民間では無限軌道式自動車と呼ぶ。なお「ハーフトラック」のトラックは"truck"（貨物自動車）ではなく"track"（履帯）であるが、日本語での発音が同じため間違えられやすい。
また、この種の車両以外に、車輪を着脱可能な履帯で覆ったクリスティー T-3のような車両も、ハーフトラックと呼ばれることがある。

## 用途
装輪車両に比べて路外走行性能が優れ、ある程度戦車などの装軌式戦闘車両に追随できるために、砲牽引車・装甲兵員輸送車・偵察車・無線指揮車などとして幅広く使用された。

## 起源

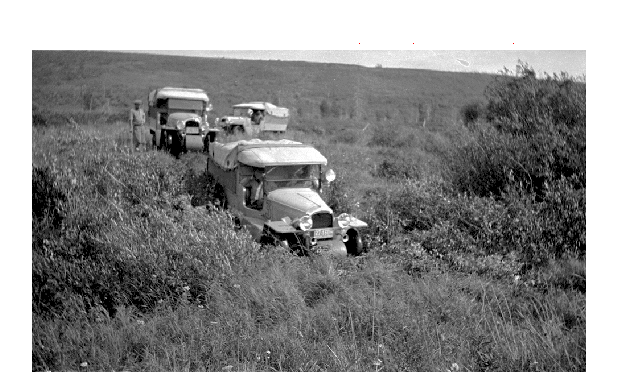
フランスのシトロエンが第一次世界大戦後に開発したシトロエン・ケグレス・ハーフトラック。同社はこのタイプの半装軌車でサハラ、アフリカ、中央アジアを走破した

低速での牽引用途においては、19世紀中期に出現した蒸気トラクターの発展形として、19世紀末期にイギリスやアメリカ合衆国で金属製無限軌道を用いる車両の実用化が始まっており、その起源では全装軌車と半装軌車は軌を一にする。第一次世界大戦では全装軌車の軍用形態の究極である戦車がガソリンエンジン動力にて実用化に至っているが、半装軌車も野砲などの牽引トラクター用途で蒸気機関、ガソリン機関動力によって導入されていた。
ガソリン自動車での近代的半装軌車実用化に至る考案の最初はフランス人のアドルフ・ケグレス（Adolphe Kégresse 1879-1943）による。ケグレスは1905年からロシア帝国皇帝ニコライ2世の御料車技師として仕えたが、ロシアは冬季になると積雪で自動車走行が困難になることから、その克服を模索した。結果、1911年以降、後輪をゴム製無限軌道の駆動装置に交換した改造自動車を開発、前輪には必要に応じてそりを履かせることで、雪中走行を実現した。ケグレスは皇帝の御料車であるロールス・ロイス・シルヴァーゴーストやパッカード・ツインシックスといった大型乗用車をもとに半装軌車を製作、その技術はロシア陸軍にも移転されて貨物自動車の半装軌車化も図られた。
しかしロシア革命によってロシア帝国が瓦解、職を失ったケグレスは母国フランスに戻った。彼の半装軌車システムのアイデアは幾つかの自動車メーカーに持ち込まれたが、その中で関心を示したのが、1919年から自動車生産を開始したシトロエン社の社主アンドレ・シトロエンであった。
シトロエン社はケグレスの特許をもとに、自社製品をベースにしたケグレス式貨物半装軌車を開発、その機動性の実証と宣伝をも兼ねて、3度に渡り半装軌車隊を連ねての辺境学術探査を実施した。1922年-1923年/1924年-1925年のサハラ砂漠・アフリカ大陸奥地縦断行「黒い巡洋艦隊」、1931年-1932年の中央アジア東部横断行「黄色い巡洋艦隊」がそれである。この探検は資金面でも人的にも多大な犠牲を払った過酷なものであったが、砂漠や泥濘地をも走破できることを立証して半装軌車のポテンシャルを世に示し、その後の半装軌車の普及に資することになった。

## 用途の推移
第二次世界大戦では主にナチス・ドイツやアメリカ合衆国、フランスや大日本帝国で使用されていた。大戦時のイギリス連邦軍やソ連赤軍では、レンドリース法によりアメリカから提供されたM5/M9ハーフトラックが使用された。
抵抗の大きな全装軌車は、装輪式と同じ速度を出すために2倍以上の馬力が必要であり、変速機もその馬力に耐える必要があるため、製造コストが高い、整備コストも高い、信頼性が低い、稼働率も低い、運転や整備に必要な技術を習得するために時間もかかるなどの問題点を抱えていた。これらの課題は現代においては技術の進歩により解決されているが、当時の技術水準では未解決だった。
特にエンジン技術が未発達で現在よりも馬力の劣るエンジンしか無かった当時では、速度と経済性を高める為には両方の長所を半分ずつ持った中間的な半装軌車式が採用されることになった。また、当時の全装軌式車輌は左右の履帯を二本のレバーで操作する方式のため操縦が難しく（21世紀の現在でもバックホウ、油圧ショベル、ブルドーザーは未だにこの方式）、普通のステアリングで容易に操縦できる点も大きな利点であった。
しかし、半装軌式で完全に戦車に追随できる兵員輸送車を作ることもやはり限界があった。技術の進歩と共に全装軌車両の速度や信頼性と装輪車両の不整地走破能力の双方が向上し、半装軌式のメリットが消失していったこともあって、大戦後は殆どが全装軌式か全装輪式となった。

## 日本の民間において
一方で 民生用として今でも豪雪地帯で用いられている。ブレーキをかけたときの制動距離が短いためスリップしやすい雪上で利便性が高く、豪雪地帯の路面に適しているためである。通常のトラックの改良型であるためメンテナンスコストも専用の雪上車より安価で扱いやすいメリットもある。

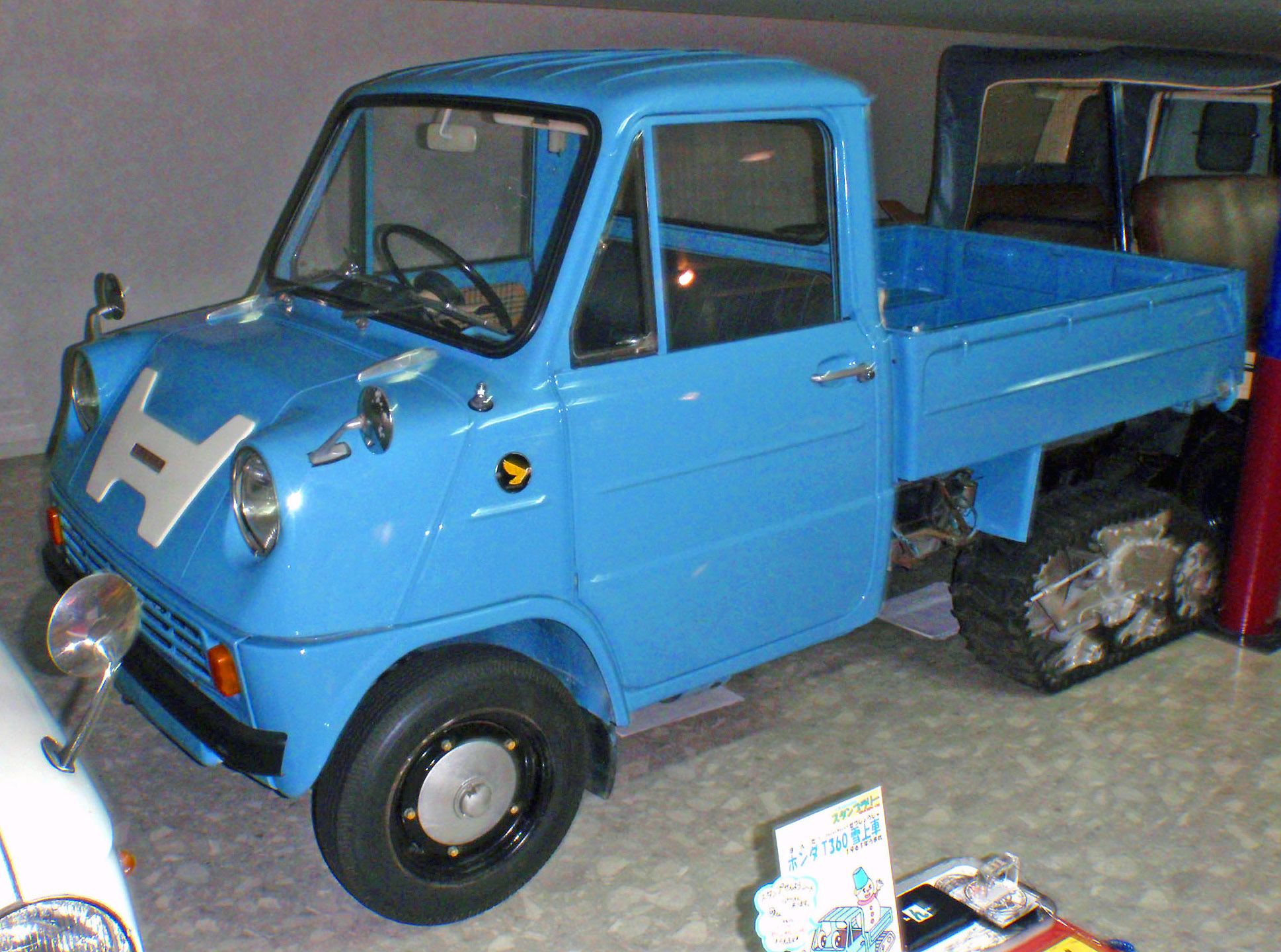
民生用のホンダ・T360スノーラ

また、スノーモービル（前は橇）も半装軌式の一種と言える。派生型としてオフロードバイクを装軌式にした「スノーバイク」、マウンテンサイクルを装軌式にした「スノーサイクル」などがあるが公道走行は認められていない。
市川市消防局においては「特殊機動車」の名称で帝国繊維が艤装した半装軌式の消防ポンプ車を運用していた。
林業の分野においても、伐木の運搬用機械（フォワーダ）などで半装軌構造を採用した機材が使用されている。
農業分野においても、農業用トラクターにおいて半装軌式の半履帯トラクター（セミクローラートラクター）が多用されている他、トラック架装型の堆肥散布車にも使用されているものがある。

## ドイツ陸軍の半装軌車
- Sd.Kfz.2（ケッテンクラート）

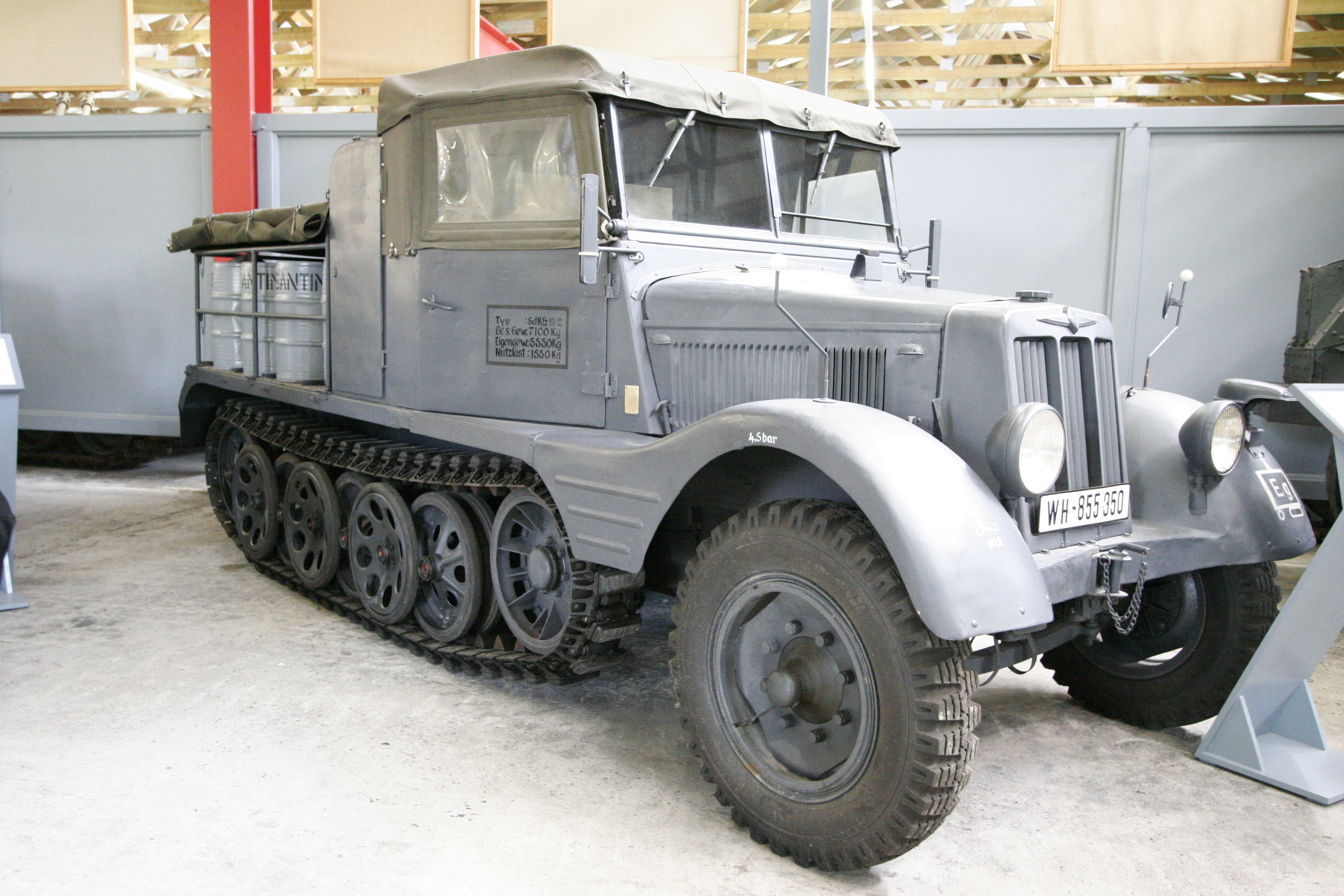
ドイツ陸軍のSd Kfz 11/2

- Sd Kfz 3（2トン積「マウルティア」＝既存のトラック改造半装軌車）
- Sd kfz 4（4.5トン積「マウルティア」＝既存のトラック改造半装軌車）
- Sd Kfz 6（5トン牽引車）
- Sd Kfz 7（8トン牽引車、8.8 cm 高射砲の牽引で有名）
- Sd Kfz 8（12トン牽引車）
- Sd Kfz 9（18トン牽引車）
- Sd Kfz 10（1トン牽引車）
- Sd Kfz 11（3トン牽引車）
- sWS（Schwerer Wehrmachtsschlepper、重国防軍牽引車）
- Sd.Kfz.250（軽装甲兵員輸送車）
- Sd.Kfz.251（中型装甲兵員輸送車）
- Sd.Kfz.252（軽装甲弾薬運搬車）
- Sd.Kfz.253（軽装甲観測車）

## アメリカ陸軍の半装軌車

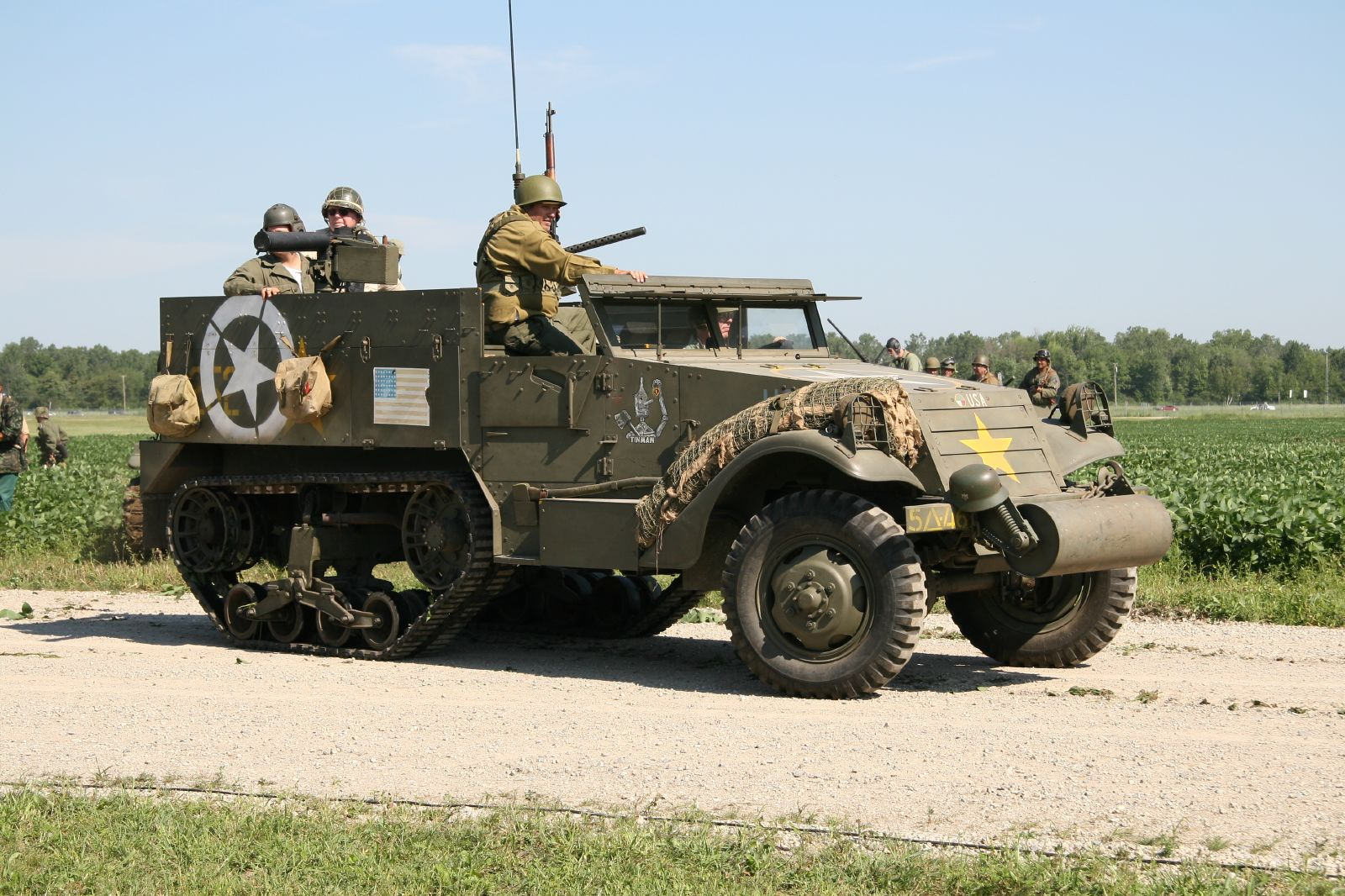
アメリカ陸軍のM3ハーフトラック

- ケグレスハーフトラック（1925年フランス製）
- シトロエン・ケグレス P17（フランス語版）（1931年フランス製）
- カニンガム T1、T1E1（1932年）
- カニンガム M1（1933年）
- マーモン・ヘリントン T9（1938年）
- ダイアモンド・T・モーターカー T14、
- ホワイト・モーターおよびオート・カー M2/M3/M5/M9

## 大日本帝国陸軍の半装軌車
- 池貝自動車九八式5トン牽引車　コヒ
- 東京自動車工業　九八式6トン牽引車
- 一式半装軌装甲兵車（1944年）

## フランス陸軍の半装軌車
- AMC シュナイダー P16

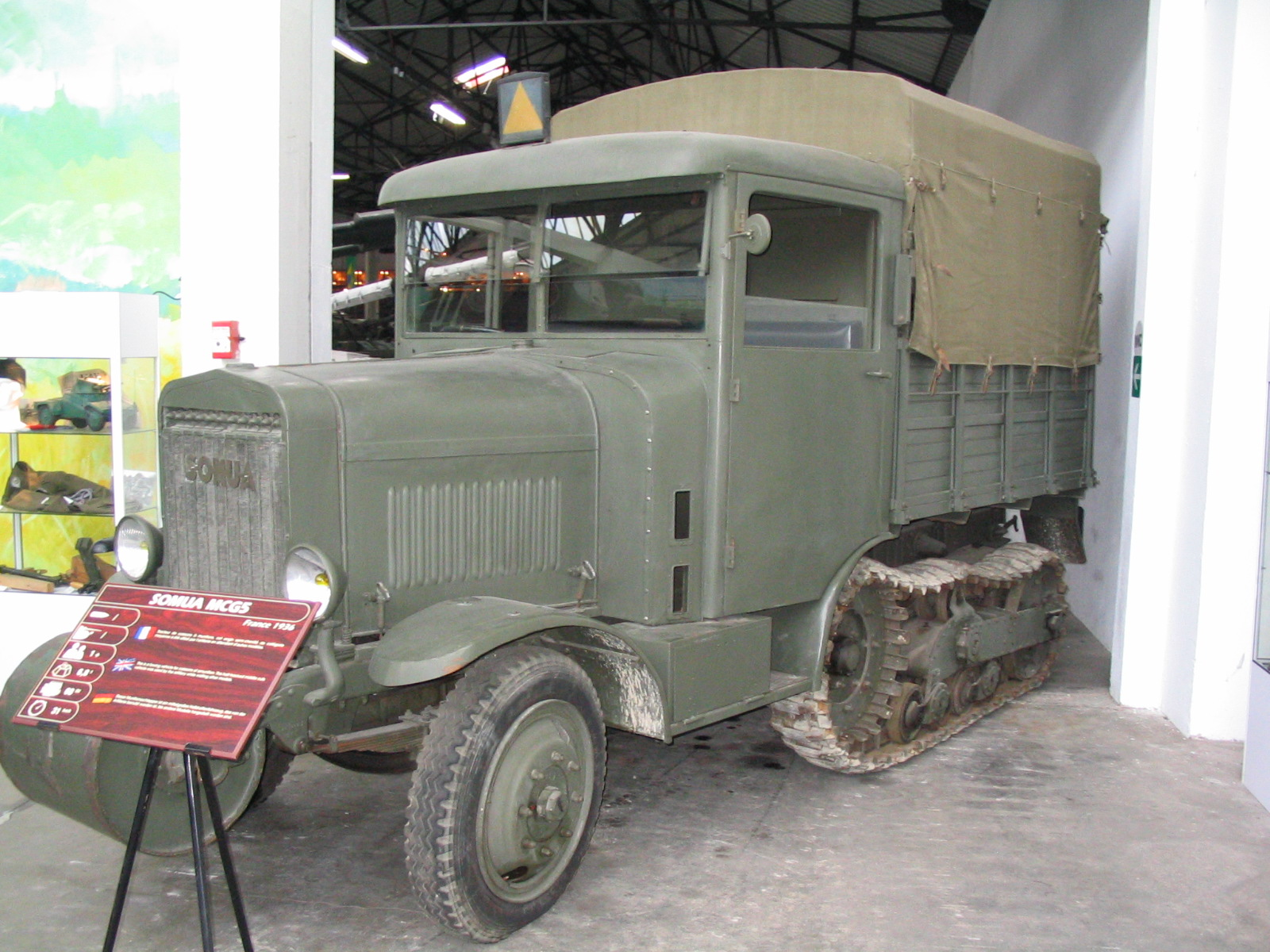
フランス陸軍のソミュア MCG

- シトロエン・ケグレス P17（フランス語版）
- シトロエン・ケグレス P19（イタリア語版）
- ソミュア MCG
- ソミュア MCL
- ユニック P107

## 民間用の半装軌車

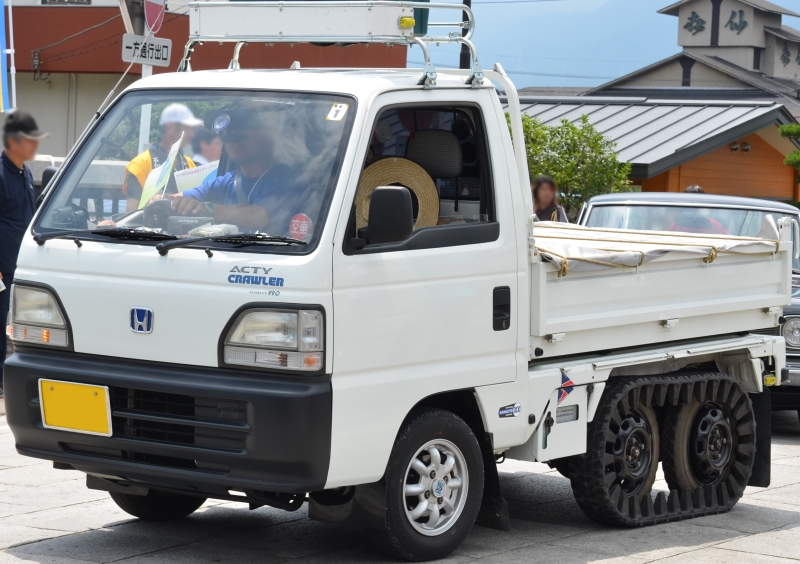
ホンダ・アクティ クローラ

- ホンダ・T360スノーラ
- ホンダ・TN360スノーラ（1969年）[10]
- ホンダ・アクティクローラ（1994年）[11]
- 加藤製作所・F801（2010年）[4][5][12]

## 文献
- Bruce Culver / Uwe Feist : Schützenpanzer, Ryton Publications, 1996